# La frascatana nobile
La finta frascatana, també produïda amb el nom La frascatana nobile, és una òpera en tres actes composta per Domenico Cimarosa sobre un llibret italià de Pasquale Mililotti. S'estrenà al Teatro Nuovo de Nàpols la tardor de 1776.